# Raión de Sorókine
Raión de Sorókine (en ucraniano: Сорокинський район) o Raión de Krasnodon (hasta 2016, en ucraniano: Краснодонський район) es un antiguo raión o distrito de Ucrania en el óblast de Lugansk. La capital fue la ciudad de Sorókine.
Comprende una superficie de 1400 km².

## Demografía
Según estimación 2010 contaba con una población total de 31550 habitantes.

## Otros datos
El código KOATUU es 4421400000. El código postal 94415 y el prefijo telefónico +380 6462.